# Kathedrale von Albi

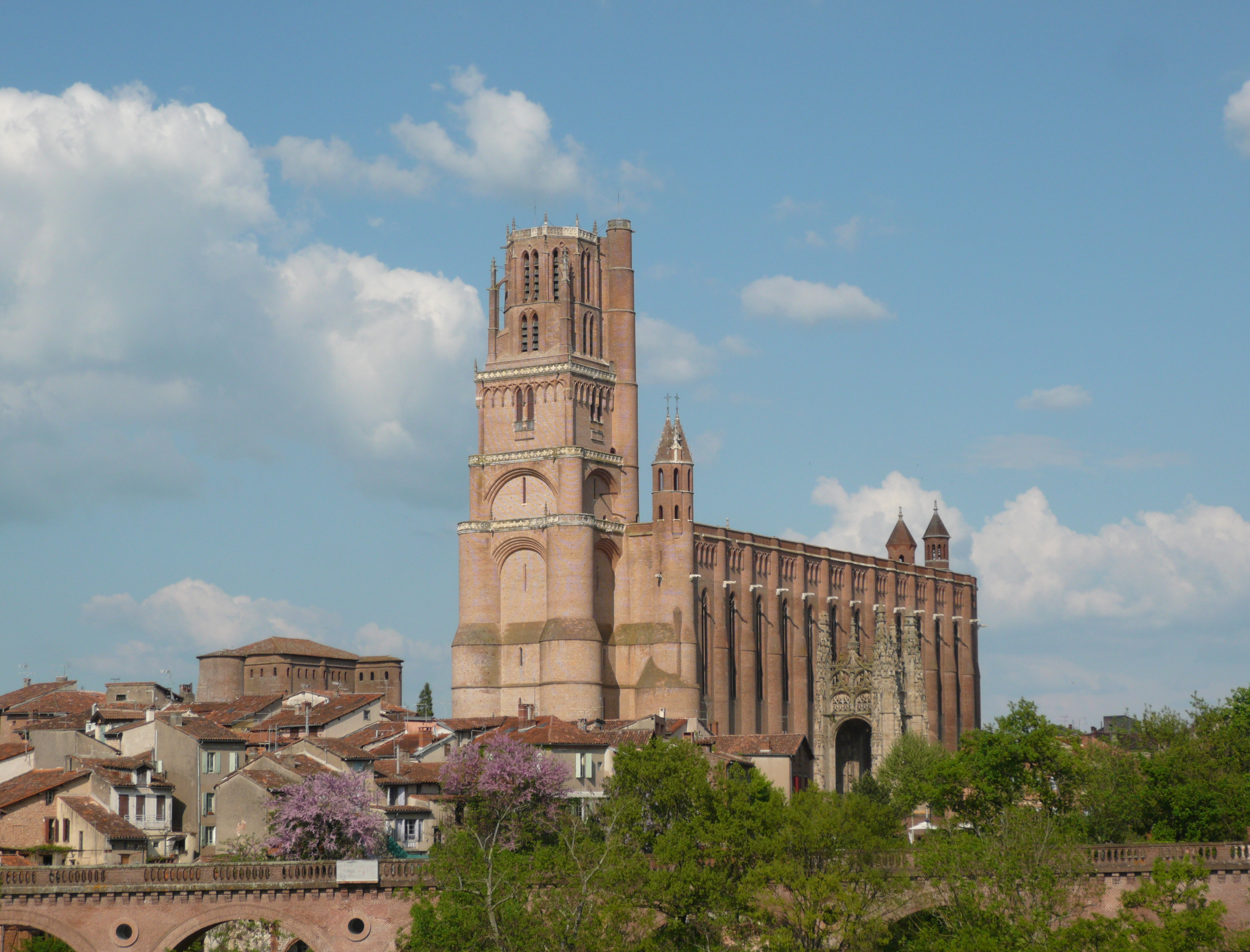
Die Kathedrale von Albi

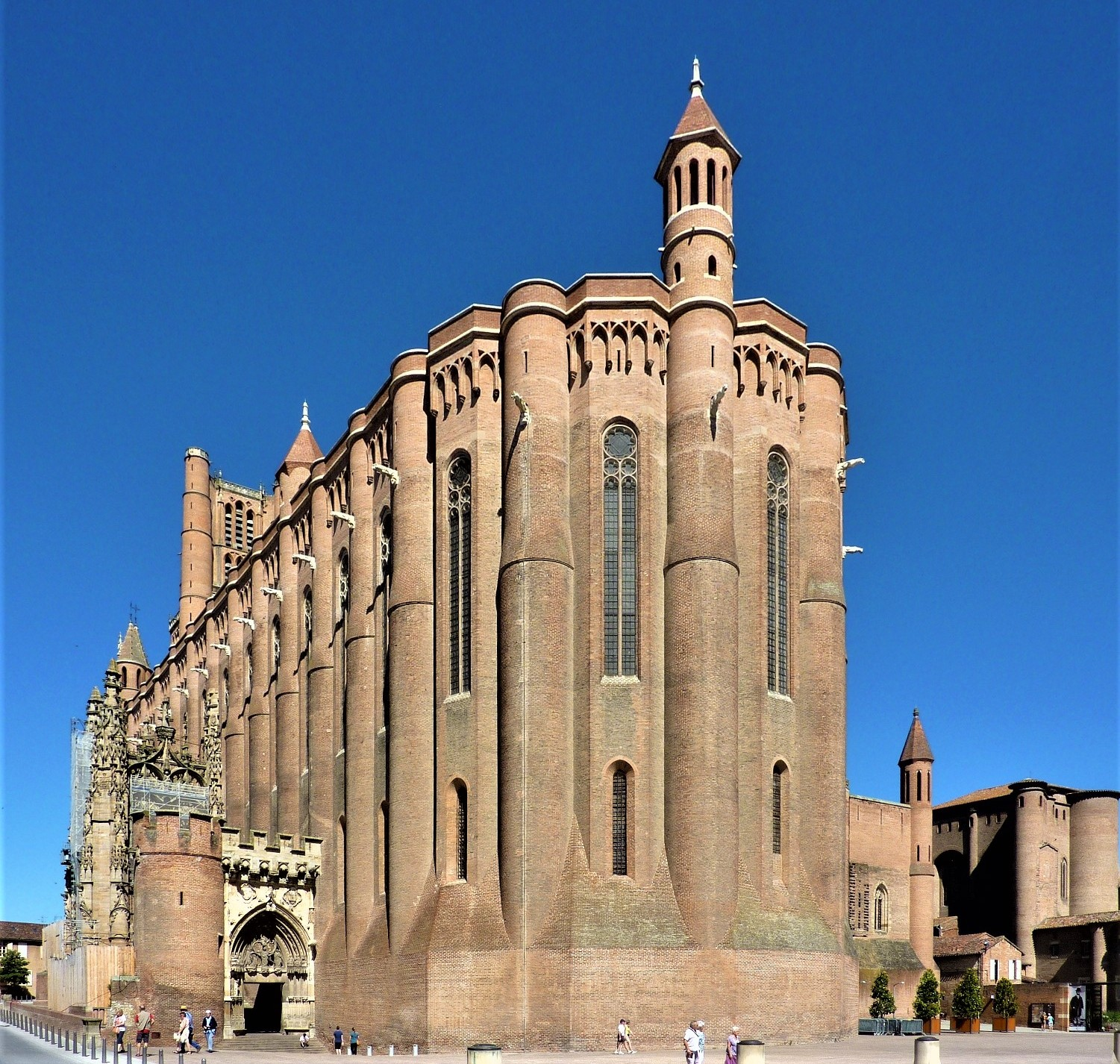
Chor

Die römisch-katholische Sankt-Cäcilia-Kathedrale in Albi (franz. Cathédrale Sainte-Cécile d’Albi) ist die Kathedrale des französischen Erzbistums Albi. Patronin der Kathedrale ist die Heilige Cäcilia.
Entgegen der Darstellung von www.tourisme-tarn.com ist sie nicht die größte Backsteinkirche der Welt. Die Basilika San Petronio in Bologna sowie die Danziger Marienkirche und die Münchener Frauenkirche sind  – untereinander etwa gleich – größer.

## Vorgeschichte
Die heutige Kathedrale hatte mehrere Vorgängerbauten. Der erste Kirchenbau stammte aus dem vierten Jahrhundert und wurde 666 durch einen Brand zerstört. 920 wird von einem Nachfolgebau berichtet. Dieser wurde im 13. Jahrhundert durch eine Kathedrale im Stil der südfranzösischen Gotik (de Gothique méridional) ersetzt.

## Bau
Im Jahre 1282 wurde im Auftrag von Bischof Bernard de Castanet mit dem Bau einer Kathedrale begonnen. Sie war 1383 größtenteils fertiggestellt. Die Bauarbeiten wurden jedoch erst 1492 abgeschlossen.
Noch ganz unter dem Eindruck der Albigenserkriege wurde die Kathedrale wie eine Festung erbaut und wirkt wie eine Wehrkirche. Die Mauern sind bis zu sechs Meter dick.
Die Kathedrale wurde im Stil der Gotik errichtet, jedoch nicht wie die meisten gotischen Kathedralen in Naturstein, sondern als Backsteinbau. Darin ist sie das wohl prominenteste Beispiel des Gothique toulousien, der südfranzösischen Backsteingotik.
Der Innenraum besteht trotz seiner Größe aus nur einem einzigen Schiff und einem Kranz von Kapellen. Deren Trennwände bilden ein inneres Strebewerk. Diese Art, den Seitenschub der Gewölbe abzufangen, haben auch die beiden als Größenvergleich schon erwähnten, allerdings dreischiffigen und wesentlich jüngeren, Backsteinkirchen in München und Danzig.   
Der Glockenturm wurde von 1355 bis 1366 errichtet. Der Grundriss des Turms ist im unteren, älteren Teil quadratisch mit abgerundeten Ecken. Der neuere, im Grundriss achteckige obere Teil stammt aus den Jahren 1485 bis 1492. Rings um das Dach befinden sich weiße steinerne Wasserspeier.

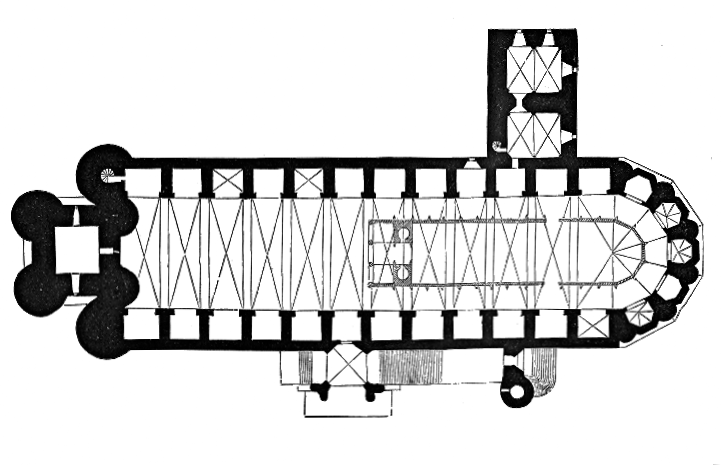
Grundriss der Kathedrale

### Maße
- Höhe des Kirchturms: 78 m
- Gesamtlänge: 113,5 m
- Länge des Innenraums: 100 m
- Breite außen: 35 m
- Breite innen: 30 m
- Höhe der Außenmauern: 40 m
- Höhe des Innenraums: 30 m

## Ausstattung

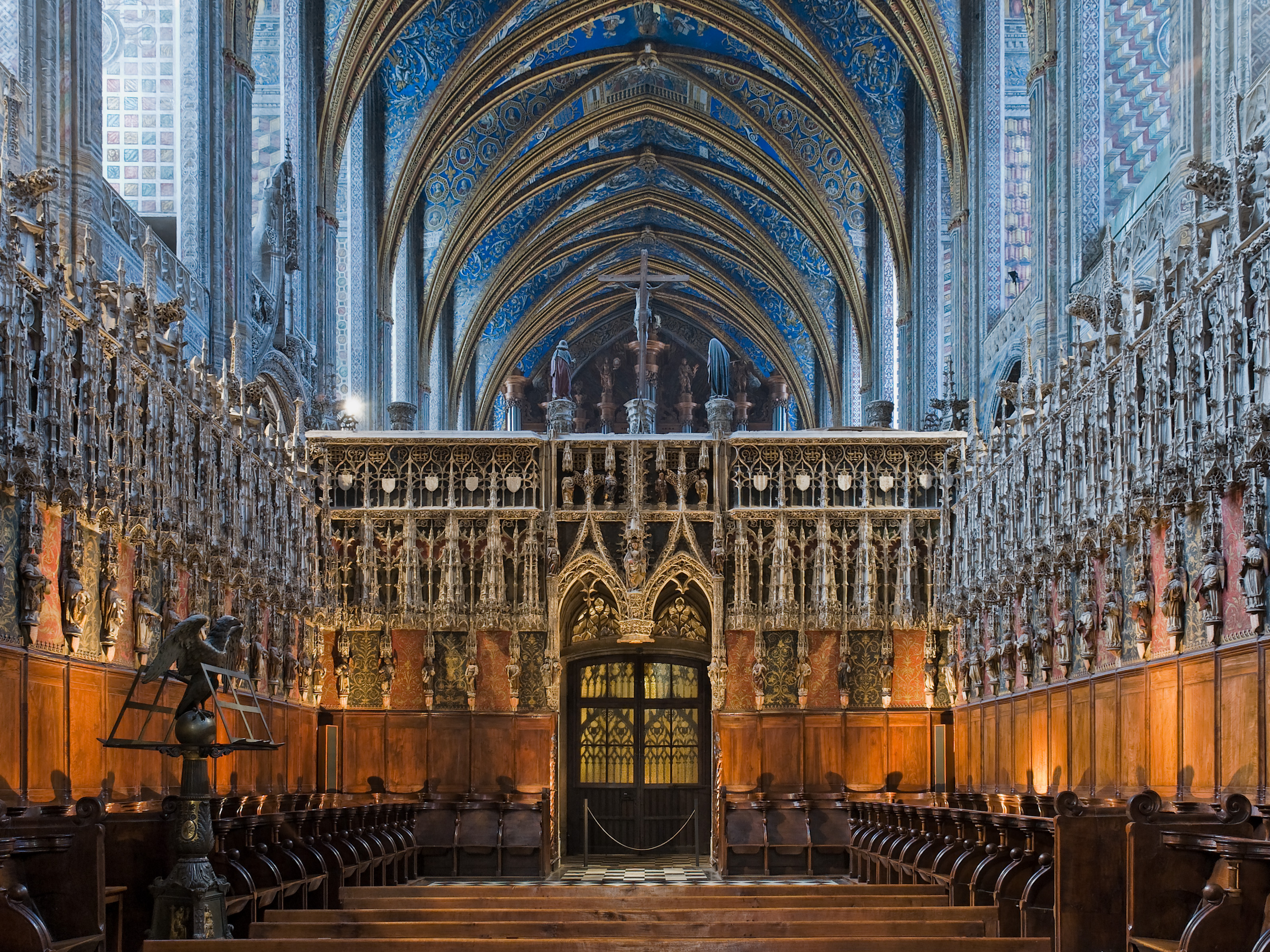
Chor und Lettner

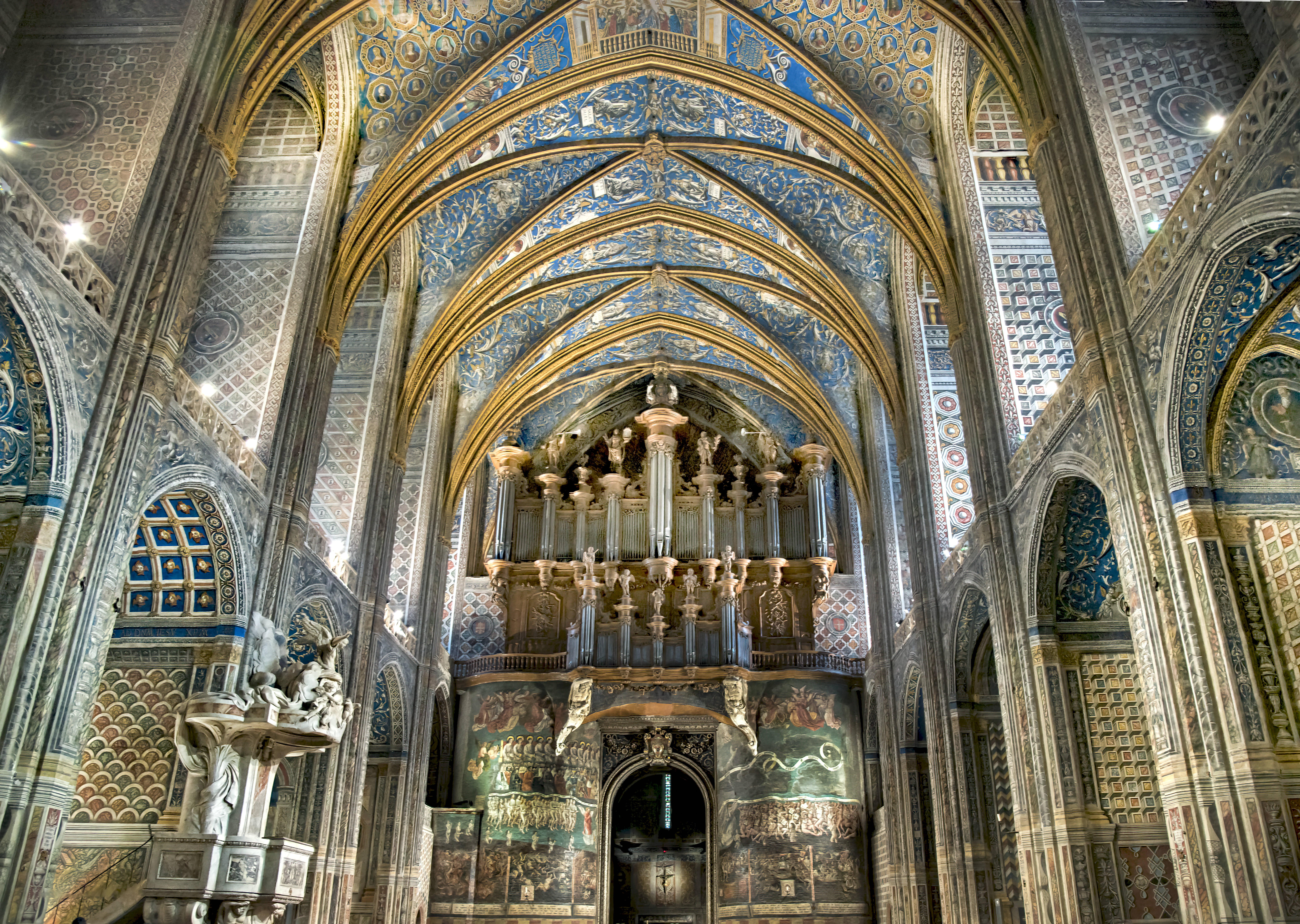
Westwand mit Orgel und Jüngstem Gericht

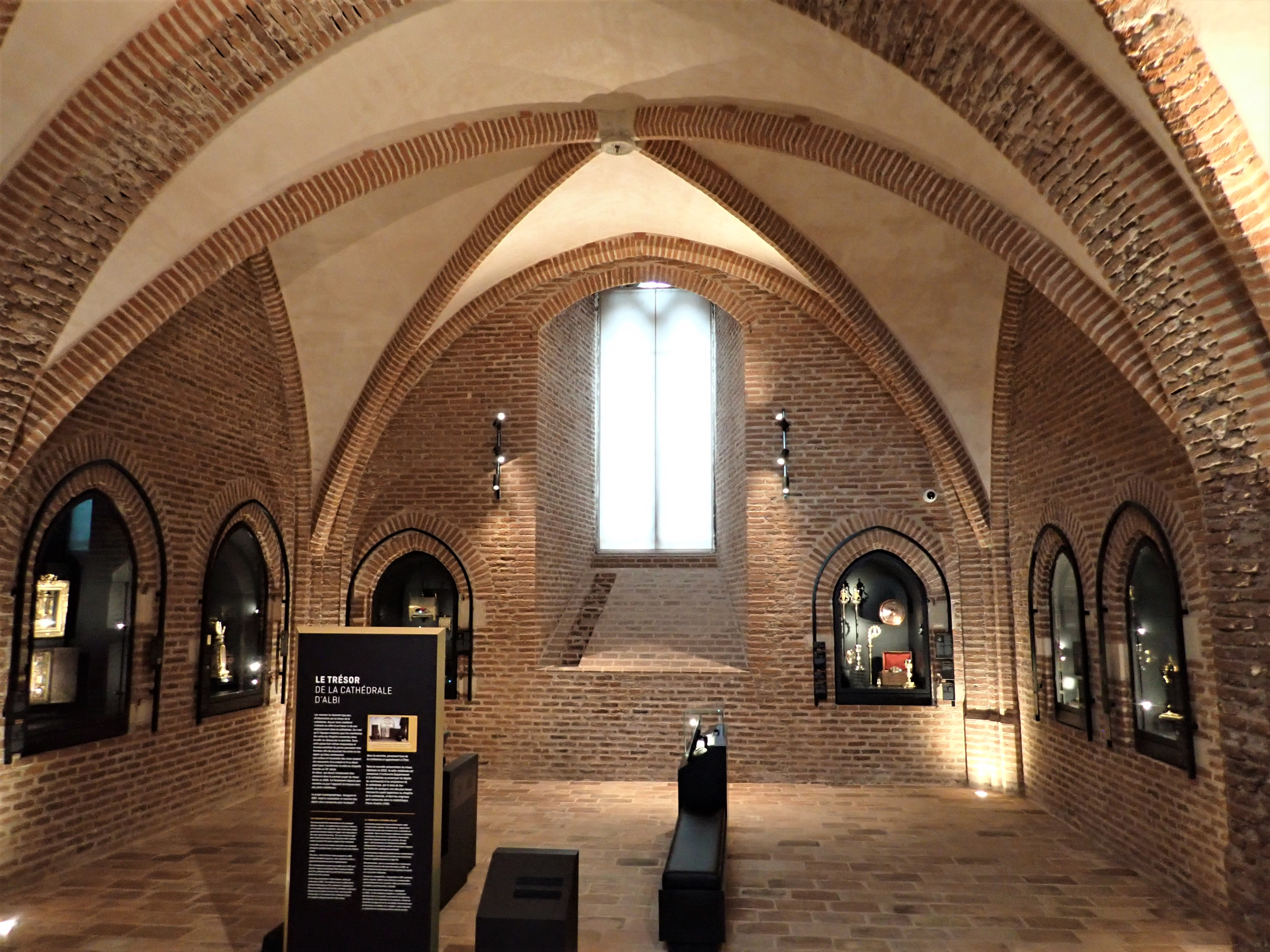
Hauptsaal der Schatzkammer (Le Trésor) der Kathedrale von Albi

Im Gegensatz zum festungsartigen Äußeren der Kathedrale ist das Innere künstlerisch reich ausgestaltet.
Italienische Künstler gestalteten die Fresken im Innenraum im Stil der Frührenaissance. Das Fresko im Gewölbe ist mit einer Länge von 97 m und einer Breite von 28 m das größte Werk der italienischen Renaissance in Frankreich. Es wurde von 1509 bis 1512 durch Künstler aus Modena und Bologna gestaltet. 
Ein Gemälde an der Westwand des Kirchenschiffes stellt das Jüngste Gericht dar. Von einem unbekannten franko-flämischen Maler zwischen 1474 und 1484 gemalt, ist es eines der bedeutendsten Kunstwerke des späten Mittelalters.
Bischof Louis I. d’Amboise gab Ende des 15. Jahrhunderts den Lettner im Flamboyantstil in Auftrag und ließ das wehrhafte Palais abrüsten und wohnlicher gestalten.
Ein gesondert zugänglicher Bereich ist die Schatzkammer (Le Trésor) der Kathedrale, in der Reliquien, Kultgeräte, Truhen und kostbare Bücher gezeigt werden.

## Orgel
Die Orgel wurde zwischen 1734 und 1736 von Christophe Moucherel mit 43 Registern auf vier Manualen erbaut und verfügt heute über 55 Register auf 5 Manualen und Pedal. Besonders bekannt ist ihr Prospekt, mit 9 Rundtürmen der größte barocke Prospekt weltweit. Das Instrument wurde mehrfach umgebaut und erweitert, 1747 durch François Lépine, 1779 durch Jean-Esprit Isnard und 1904 durch Jean-Baptiste Puget. Gleichwohl gilt das Instrument als eine der größten und bedeutendsten französischen Barockorgeln. Dank einer vorbildlichen Restaurierung durch Bartoloméo Formentelli konnte in den Jahren 1977 bis 1981 ihr ursprünglicher Klangcharakter weitgehend wiederhergestellt werden. Mary Prat-Molinier bekleidete von 1968 bis 2011 das Amt der Titularorganistin. 1995 kam Pierre Jean Schoen als co-titulaire hinzu und wurde 2011 als titulair berufen. Seit Ende des Jahres 2014 ist Frédéric Deschamps Titularorganist der Kathedrale sowie der Stiftskirche Saint-Salvi.
| I Positif CD–d3 |         |
| Montre          | 08′     |
| Bourdon         | 08′     |
| Prestant        | 04′     |
| Flûte douce0    | 04′     |
| Nazard          | 02 ⁄3′  |
| Doublette       | 02′     |
| Tierce          | 01 3⁄5′ |
| Larigot         | 01 ⁄3′  |
| Cornet V        |         |
| Plein-jeu VI    |         |
| Trompette       | 08′     |
| Cromorne        | 08′     |
| Clairon         | 04′     |

| II Grand-Orgue CD–d3 |         |
| Montre               | 16′     |
| Bourdon              | 16′     |
| Montre               | 08′     |
| Bourdon              | 08′     |
| Prestant             | 04′     |
| Flûte                | 04′     |
| Grosse tierce        | 03 1⁄5′ |
| Nazard               | 02 ⁄3′  |
| Doublette            | 02′     |
| Quarte               | 02′     |
| Tierce               | 01 3⁄5′ |
| Grand Cornet V       |         |
| Fourniture V         |         |
| Cymbale V            |         |
| Bombarde             | 16′     |
| 1e trompette         | 08′     |
| 24 trompette0        | 08′     |
| Clairon              | 04′     |

| III Bombarde CD–d3     |     |
| Cornet V               |     |
| Bombarde               | 16′ |
| Première trompette     | 08′ |
| Deuxième trompette     | 08′ |
| Trompette de bataille0 | 08′ |
| Voix humaine           | 08′ |
| Clairon                | 04′ |

| IV Récit CD–d3     |    |
| Flûte              | 8′ |
| Cornet V           |    |
| Trompette 00000000 | 8′ |
| Hautbois           | 8′ |

| V Echo CD–d3      |         |
| Bourdon           | 08′     |
| Prestant          | 04′     |
| Nazard            | 02 ⁄3′  |
| Quarte de nazard0 | 02′     |
| Tierce            | 01 3⁄5′ |
| Fourniture III    |         |
| Cromorne          | 08′     |

| Pédale CD–d1    |     |
| Flûte           | 16′ |
| Première Flûte  | 08′ |
| Deuxième Flûte0 | 04′ |
| Bombarde        | 16′ |
| Trompette       | 08′ |
| Clairon         | 04′ |

- Koppeln: Pos/G.O.; G.O./Bombarde, Tirasse Bombarde.
- Tremblant doux
- Tremblant fort
- Rossignol

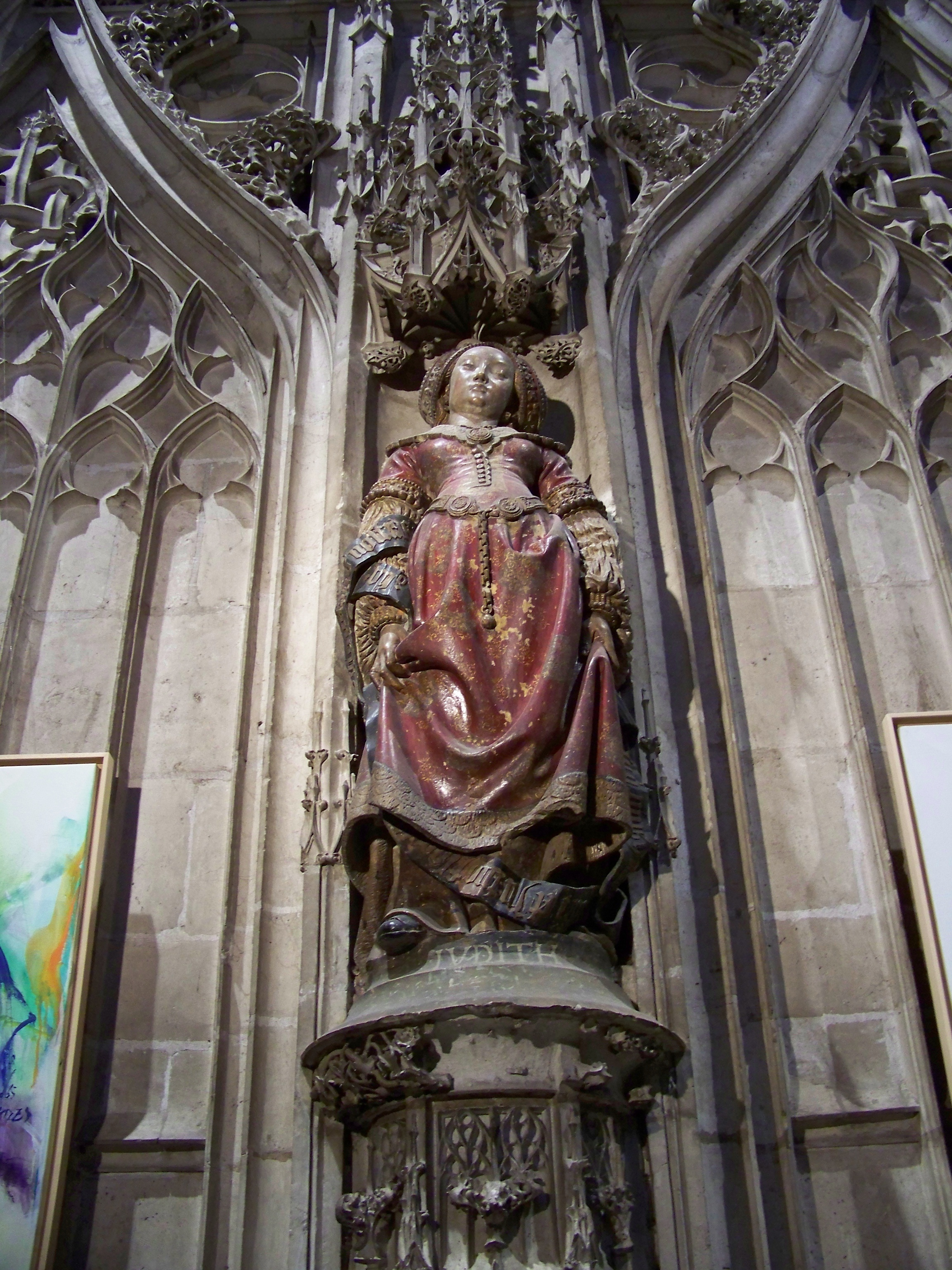
Bildnis der Judith
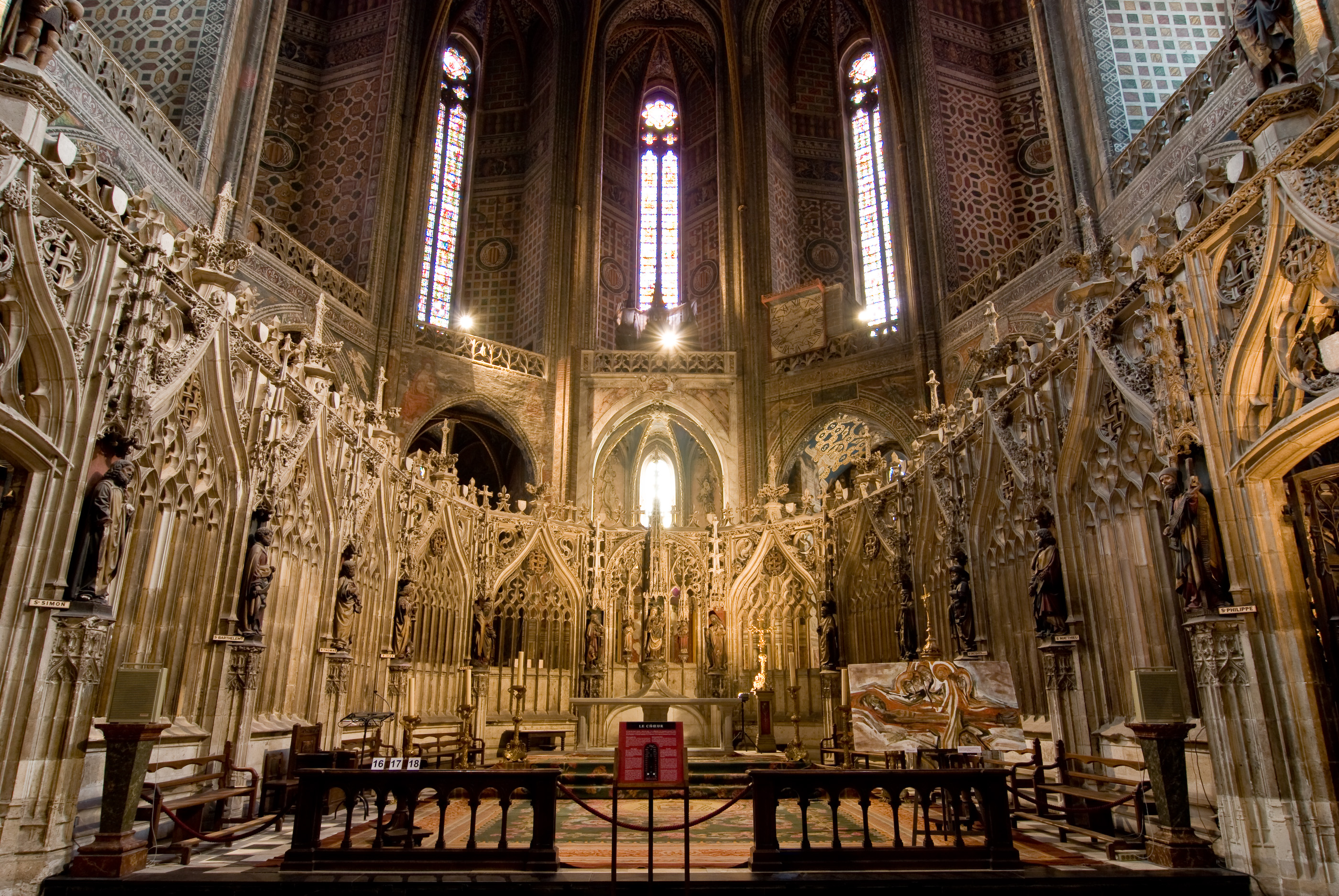
Hauptaltar
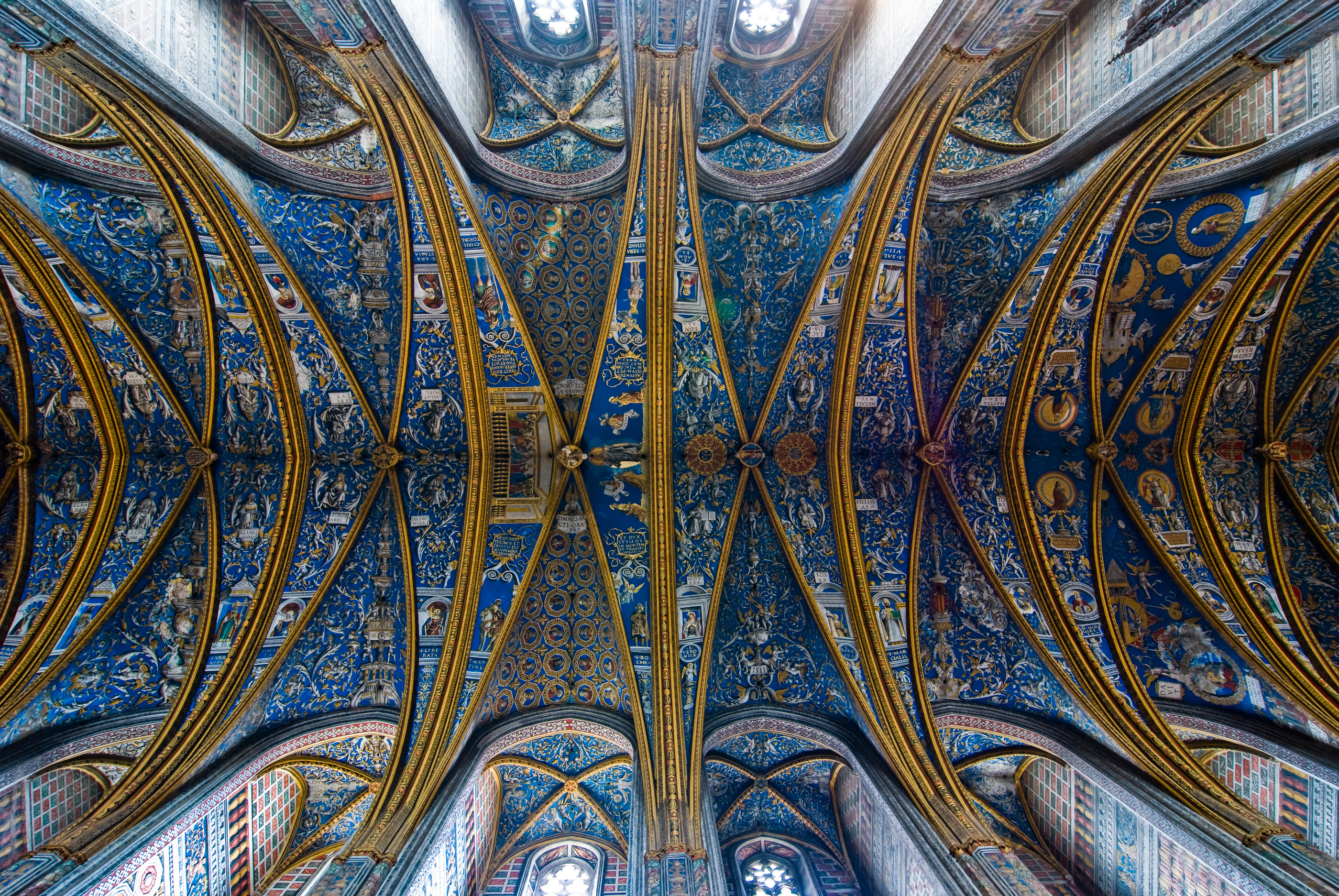
Fresken an der Decke
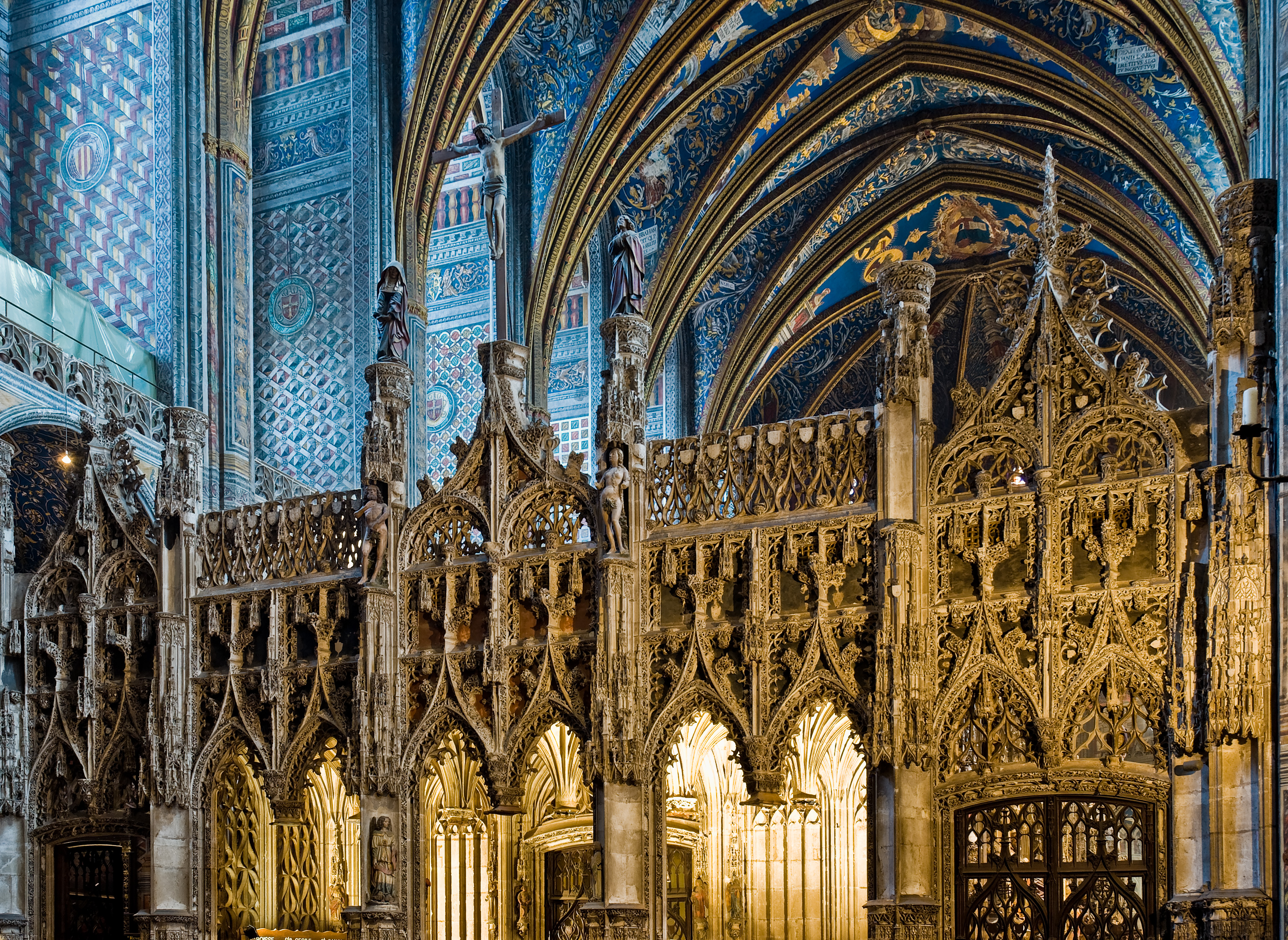
Lettner
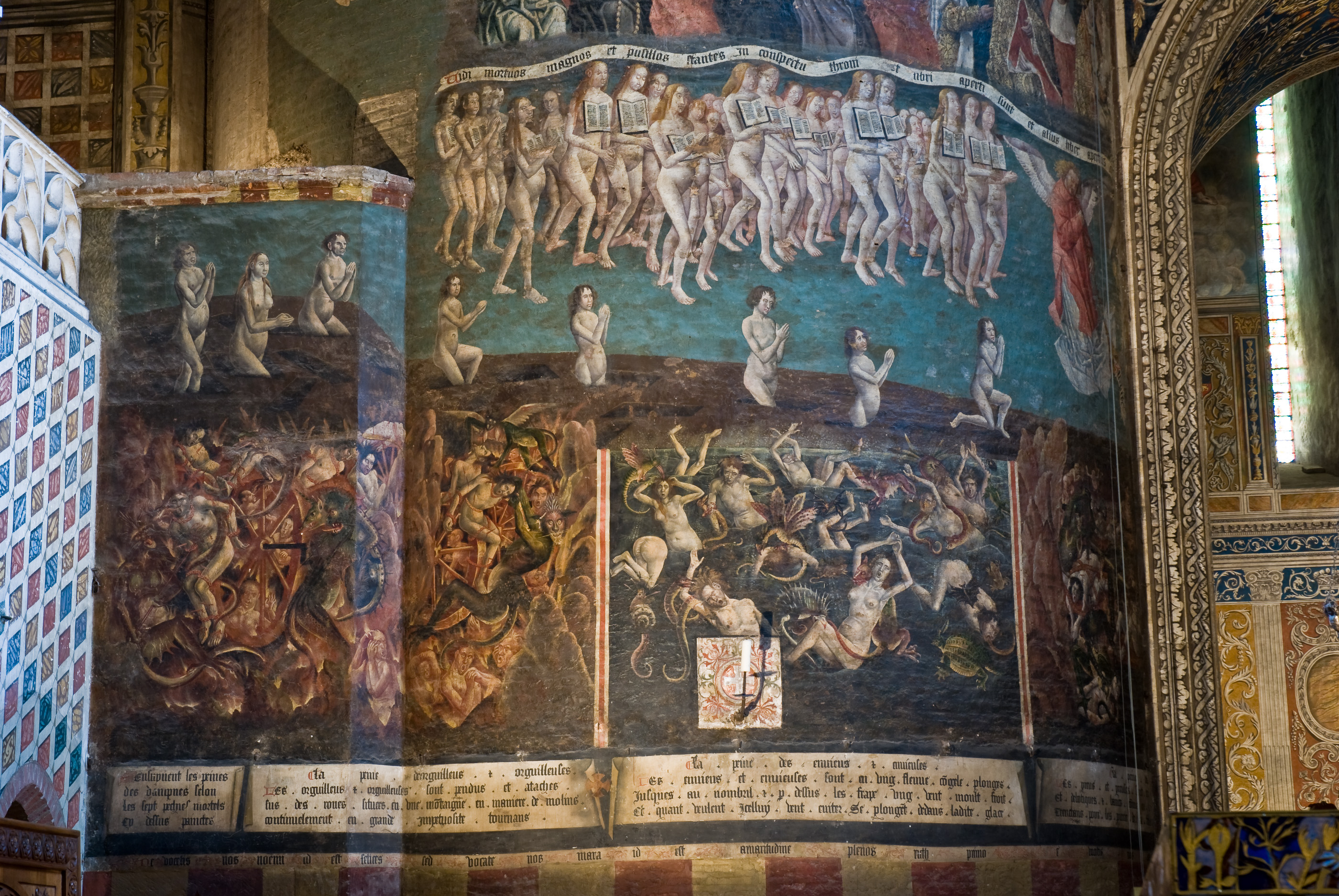
Fresken
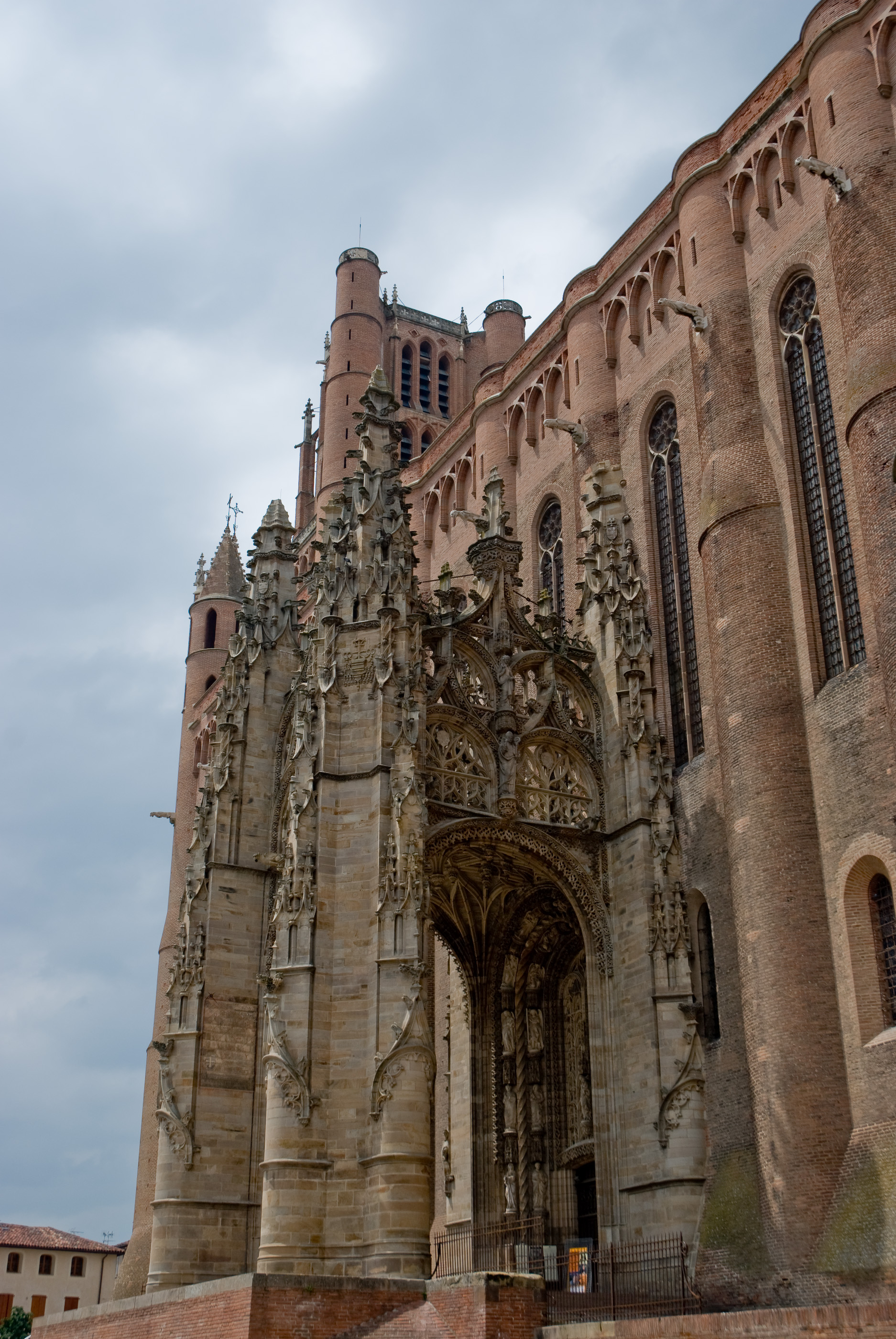
Gotisches Portal
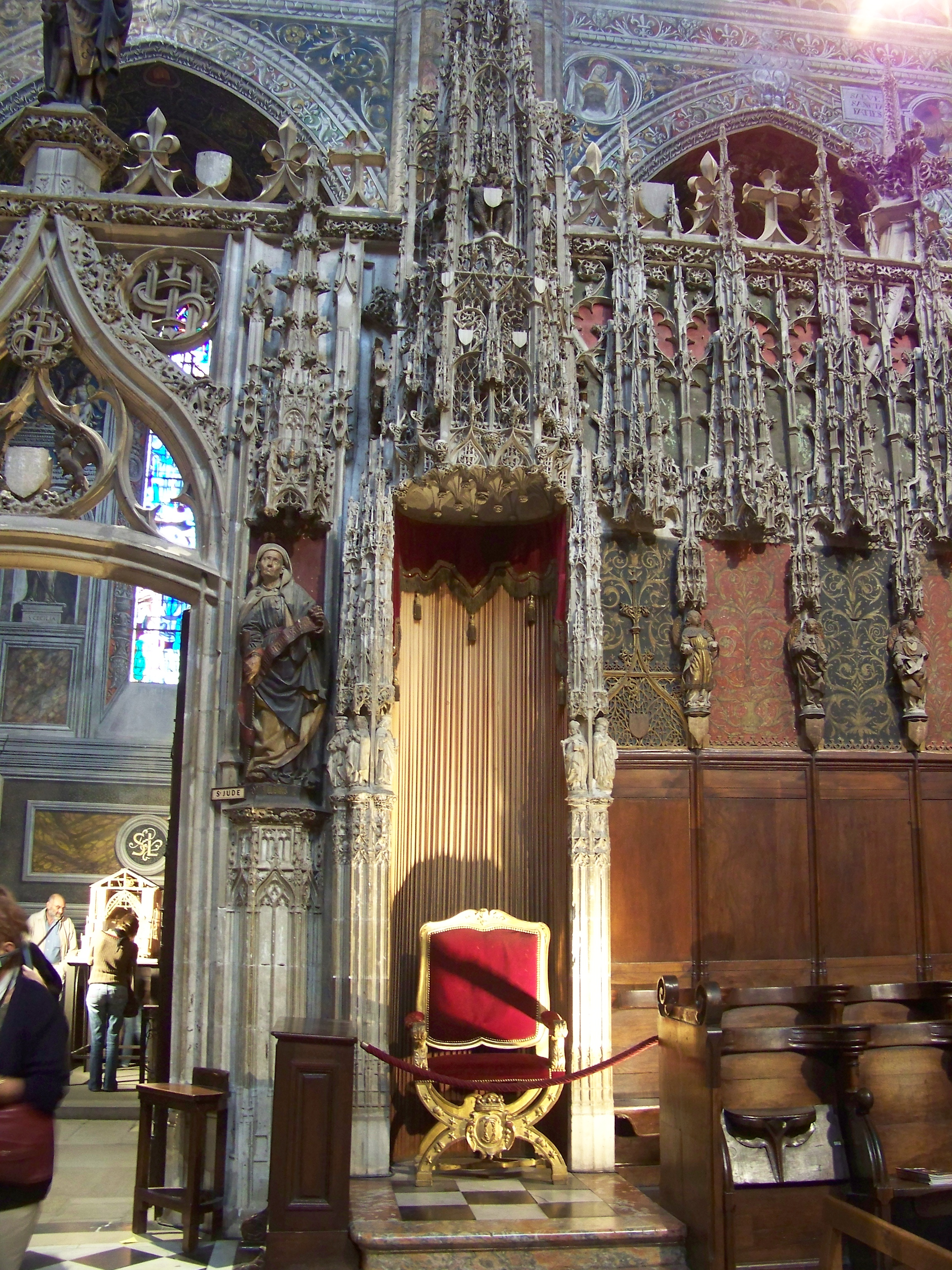
Bischofsstuhl
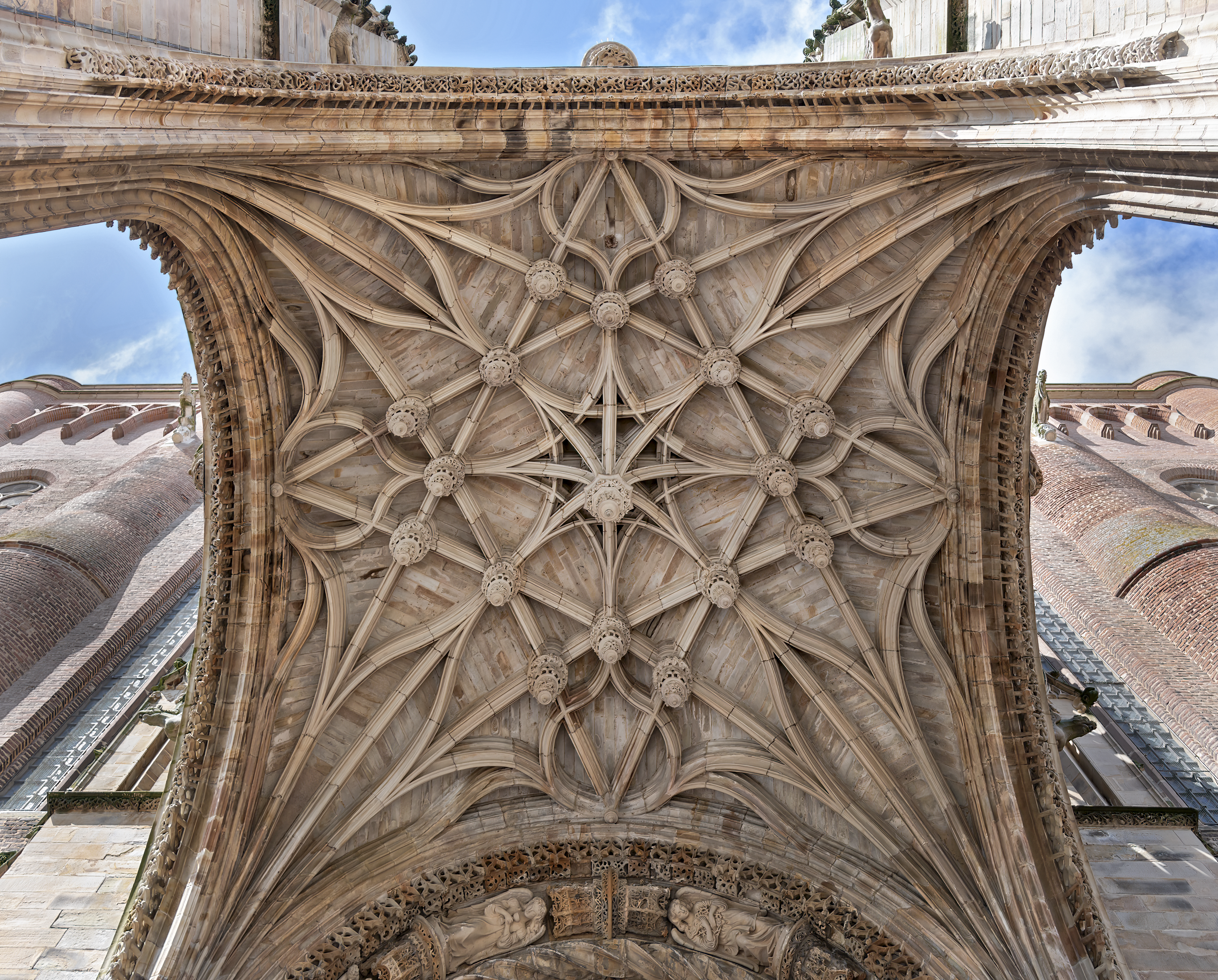
Gewölbe des Eingangsportals